# Rataje (powiat grodziski)
Rataje – wieś w Polsce położona w województwie wielkopolskim, w powiecie grodziskim, w gminie Rakoniewice.

## Historia
Miejscowość pierwotnie związana była z Wielkopolską. Ma metrykę średniowieczną i istnieje co najmniej od końca XIII wieku. Po raz pierwszy wymieniana w łacińskim dokumencie z 1285 jako Ratagin, 1285 Rathahin, 1398 Rathay, 1412 Rataye, 1418 na Radayach, 1420 w Rathayech, 1422 Rathaye, 1427 Ratage, 1436 Rathage.
Wieś była własnością szlachecką należącą do lokalnej szlachty wielkopolskiej z rodu Ratajskich, którzy od nazwy wsi utworzyli swoje odmiejscowe nazwisko, a później także do Jabłkowskich, Ręcskich, Zakrzewskich, Urbanowskich, Drzewieckich. W 1466 miejscowość leżała w powiecie kościańskim w Koronie Królestwa Polskiego. W 1510 leżała w parafii Gnin.
Miejscowość została odnotowana w historycznych archiwach sądowych. W 1285 jako świadek w procesie sądowym odnotowany został komes Burchard z Ratajów. W 1398 odnotowano kolejnego świadka Macieja z Ratajów, a potem także w 1402 Siemka Ratajskiego i w 1404 Janka Ratajskiego. W 1407 Mirosław z Ratajów toczył proces z Mirosławą Ratajską, która dowodziła, że nie zużyła jego dóbr po matceo  wartości 20 grzywien. W 1407 Miroszek Ratajski dowodził w procesie z ciotką Mirosławą oraz swymi braćmi z Ratajów, że Budka jego matka wniosła do Ratajów 50 grzywien posagu. W 1412 Beata Ratajska zawarła ugodę ze swoimi pasierbicami Grzymką i Kachną w sprawie podziału wsi. Wszystkie musiały udowodnić własność do obiektów we wsi, a resztę podzielono się na równe części dla każdego z ich dzieci. W 1412 Beata Ratajska zobowiązała się odstąpić Szczepanowi Rzeszotarzewskiemu dwie części Ratajów z poręką Sasina Karnińskiego oraz Jana Wolikowskiego.
W 1418 odnotowano kilka procesów sądowych o wieś jakie prowadziła lokalna szlachta. Pierwszy odbył się pomiędzy Boguchwałem Ratajskim, a Szczepanem Rzeszotarzewskim właścicielem w Rostarzewie. Sąd utrzymał Boguchwała w prawach do części Ratajów, kupionej od swojego brata. W 1418 sąd nakazał też Januszowi Rzeczycy odstąpić Szczepanowi Rzeszotarzewskiemu zastaw na wsi Rataje za 22 grzywien. Tego roku Szczepan Rzeszotarzewski pozwał też Chwała Ratajskiego o zaoranie ról w Ratajach należących do Szczepana. W 1418 Boguchwał Ratajski toczył również proces z Mirosławem Ratajskim.
W 1420 Boguchwał Ratajski w procesie ze Szczepanem Rzeszotarzewskim dowodził, że po rozdzieleniu ról w Ratajach glinę brał ten, na którego roli się znajdowała. W 1435 Boguchwał Ratajski zawarł ugodę z Wincentym i Mikołajem z Ratajów, według której miał im odstąpić półłanek w Ratajach, na którym leżały Glinki wraz z połową zapustu oraz połową roli za opuszczonym sołectwem, zachowując jednocześnie prawo do zebrania plonów z uczynionych wcześniej zasiewów. W 1429 Wincenty Ratajski zwany też Ratajewskim toczył proces z Zygmuntem Korzbokiem z Zielęcina i Ratajewa o wycięcie 200 dębów.
W drugiej połowie XV wieku dobra w okolicy skupował Stanisław z Gnina. W 1466 kupił od Jana Jabłkowskiego i jego siostry Anny należące do nich dobra odziedziczone po matce w Gninie, Zielęcinie, Lechowie, Ratajach i Budziłowie za 300 grzywien, a od Małgorzaty żony Stanisława Głębockiego i Beaty żony Macieja Jastrzębickiego ich dobra po matce w Gninie, Budziłowie i Ratajach za 100 grzywien. W 1483 sprzedał dwa łany w Budziłowie i Ratajach Janowi Ręcskiemu za 50 grzywien, który w 1472 zapisał swojej żonie Helenie po 50 grzywien posagu i wiana na połowie swych dóbr w Ratajach i Budziłowie. W 1478 Mikołaj Ratajski zapisał swojej żonie Katarzynie po 100 grzywien posagu i wiana na połowie swej części Ratajów. W 1482 bracia niedzielni Jakub, Wincenty i Stanisław sprzedali Janowi z Ręcska swoją część Ratajów za 70 grzywien.
Pod koniec XV wieku część majątków we wsi skupił Jakub Zakrzewski. W 1484 od Jana Ręcskiego za 120 grzywien dobra w Ratajach zakupił Jakub Zakrzewski, a od Jadwigi i Katarzyny córek zmarłego Mikołaja z Ratajów ich części po ojcu i matce za 210 złotych węgierskich. Dodatkowo od Anny i Doroty córek zmarłego Wojciecha Ratajskiego, ich części odziedziczone po ojcu za 90 grzywien.
W 1556 Urszula Ratajska dała swemu mężowi Wojciechowi Urbanowskiemu swe dobra w Ratajach, a on w zamian dał jej 1000 złotych. W 1568 Marcin Drzewiecki zapisał żonie Zofii z domu Ratajskiej po 700 zł posagu oraz wiana na Ratajach. W 1579 Melchior Jaskólecki zobowiązał się sprzedać Piotrowi Korzbokowi Łąckiemu synowi Jakuba połowy wsi Rataje i Budziłowa oraz opustoszałą wieś Niedara, które to dobra zakupił od Anny Sokolnickiej wdowy po Jakubie, ona zaś kupiła je od Jana Ratajskiego. Transakcję dopełniono dopiero w 1583.
Miejscowość odnotowały róeniż historyczne rejestry podatkowe. W 1510 we wsi było trzech panów. Bracia niedzielni Maciej i Mikołaj posiadali w Ratajach 7 łanów osiadłych, 6 łanów opuszczonych, które częściowo uprawiali, 3/4 folwarku oraz karczmę i wiatrak. Maciej Ratajski miał jeden łan osiadły, jeden łan opuszczony, który rzadko uprawiał oraz 1/4 folwarku. W 1530 miał miejsce pobór od 2,5 łana. W 1563 pobrano we wsi podatki od 7 i 3/4 łana, jednego komornika oraz od wiatraka. W 1566 pobór z części Macieja Ratajskiego od 6 i 3/4 łana oraz trzech zagrodników. W 1580 pobór odbył się od 3 łanów, 5 zagrodników, komorników, dwóch ratajów (najemnych robotników) od pługa, a także od jednego pługa dworskiego oraz od wiatraka.
Wskutek II rozbioru Polski w 1793 wieś przeszła pod władanie Prus i jak cała Wielkopolska znalazła się w zaborze pruskim. W okresie Wielkiego Księstwa Poznańskiego (1815-1848) miejscowość wzmiankowana jako Rataje należała do wsi większych w ówczesnym powiecie babimojskim rejencji poznańskiej. Rataje należały do rakoniewickiego okręgu policyjnego tego powiatu i stanowiły część majątku Ruchocice, który należał wówczas do Zastrowa. 
W latach 1975–1998 miejscowość należała administracyjnie do województwa poznańskiego.
Zobacz też: Rataje, Rataje Karskie, Rataje Słupskie, Ratajewicze

## Demografia
Według spisu urzędowego z 1837 roku Rataje liczyły 179 mieszkańców, którzy zamieszkiwali 28 dymów (domostw).
Liczba mieszkańców miejscowości w poszczególnych latach:
| Rok  | Ilość mieszkańców |
| ---- | ----------------- |
| 1837 | 179               |
| 1998 | 266               |
| 2002 | 219               |
| 2009 | 220               |
| 2011 | 216               |
| 2021 | 216               |